# Podróż apostolska Franciszka na Kubę i do Stanów Zjednoczonych
Podróż apostolska papieża Franciszka na Kubę i do Stanów Zjednoczonych odbyła się w dniach 19–28 września 2015 r.
Papież Franciszek był trzecim papieżem odwiedzającym Kubę, a czwartym – USA. Kubę w 1998 odwiedził Jan Paweł II, zaś w 2012 Benedykt XVI. USA raz odwiedził w 1965 Paweł VI, pięć razy (w 1979, 1987, 1993, 1995, 1999) św. Jan Paweł II, a raz (w 2008) Benedykt XVI.

## Przebieg wizyty

### Kuba
- 19 września 2015

O godz. 15.51 czasu lokalnego Airbus 330 włoskich linii Alitalia z papieżem Franciszkiem na pokładzie wylądował na międzynarodowym lotnisku im. José Martí w Hawanie. Po kilku minutach papież pojawił się w drzwiach samolotu witany przez oczekujących na niego ludzi, w tym przez kubańską młodzież.
Oficjalną uroczystość powitania papieża na Kubie rozpoczął ceremoniał wojskowy i odegranie hymnów państwowych. W obszernym przemówieniu kubański prezydent Raul Castro, poza wyrażeniem radości z przybycia Franciszka na wyspę, przedstawił także dorobek rewolucji i socjalizmu w kraju. Mówił też m.in. o upokorzeniach i cierpieniach, których przez lata doświadczał naród, a które z godnością znosił.
- 20 września 2015

O godz. 9 papież odprawił mszę na placu rewolucji w Hawanie; po mszy odmówił z wiernymi modlitwę Anioł Pański. O godz. 16 w Pałacu Rewolucji w Hawanie papież spotkał się z Prezesem Rady Państwa i Prezesem Rady Ministrów. Po spotkaniu z przywódcami Hawany papież udał się do katedry w Hawanie, gdzie odprawił uroczyste nieszpory z udziałem kapłanów, zakonnic, zakonników i seminarzystów. O 18:30 papież spotkał się z młodymi ludźmi w Centrum Kultury im. Ojca Felixa Varela.
- 21 września 2015

O godz. 8 papież opuścił Hawanę, skąd wyleciał do Holguín. O 9:20 papież przybył na lotnisko w Holguín. O 10:30 rozpoczęła się msza na Placu Rewolucji. O 16:40 papież samolotem wyleciał do Santiago de Cuba; na godzinę przed wylotem pobłogosławił miasto Holguín. O 17:30 samolot z papieżem przyleciał na lotnisko w Santiago. O godz. 19 papież spotkał się w bazylice Santiago z biskupami miasta, spotkanie zakończyło się wspólną modlitwą.
- 22 września 2015

Dzień rozpoczął się mszą o godz. 8 w bazylice mniejszej sanktuarium w Santiago. Po mszy papież spotkał się z rodzinami w katedrze Wniebowzięcia NMP w Santiago. O 12:15 papież odleciał samolotem z Santiago de Cuba do Waszyngtonu; przylot na lotnisko w Waszyngtonie o 16:00.

### Stany Zjednoczone
- 23 września 2015

O 9:15 papież spotkał się z Barackiem Obamą w Białym Domu. Po spotkaniu z prezydentem o 11:30 doszło do spotkania z biskupami Stanów Zjednoczonych w katedrze Św. Mateusza. O 16:15 papież odprawił mszę św. kanonizacyjną Junipero Serry w Świątyni Niepokalanego Poczęcia w Waszyngtonie.
- 24 września 2015

O 9:20 papież złożył wizytę w Kongresie USA. Po wizycie w Kongresie spotkał się z bezdomnymi w Centrum św. Patryka. O godz. 16 papież odleciał samolotem z Waszyngtonu do Nowego Jorku; przyleciał do Nowego Jorku o 17:00. O 18:45 w Katedrze św. Patryka papież odprawił nieszpory z udziałem duchownych, zakonników i zakonnic.
- 25 września 2015

O 8:30 papież złożył wizytę w siedzibie ONZ; następnie udał się do Strefy Zero, gdzie o 11:30 oddał hołd ofiarom zamachów terrorystycznych z 11 września 2001. O godz. 16 spotkał się z dziećmi migrantów z Nowego Jorku. O 18:00 odprawił mszę w Madison Square Garden.
- 26 września 2015

O 8:40 papież odleciał samolotem z Nowego Jorku do Filadelfii; przyleciał do Filadelfii o 9:30. O 10:30 papież odprawił mszę w katedrze śś. Piotra i Pawła w Filadelfii z udziałem zakonnic i zakonników z Pensylwanii. O 16:45 spotkał się z imigrantami (w tym z Latynosami) w Centrum Handlowym Niepodległości w sprawie wolności religijnej. O 19:30 wziął udział w czuwaniu modlitewnym rodzin w parku im. Benjamina Franklina w Filadelfii.
- 27 września 2015

Rano papież spotkał się z biskupami biorącymi udział w Światowym Spotkaniu Rodzin na seminarium św. Karola Boromeusza w Filadelfii. O 11:00 spotkał się z więźniami w zakładzie Curran-Formhold. O godz. 16 odprawił mszę w parku Franklina, w której wzięli udział członkowie Światowego Spotkania Rodzin. Wieczorem o godz. 20:00 papież odleciał z filadelfijskiego lotniska do Rzymu.
- 28 września 2015

Około godz. 10 papież wylądował na rzymskim lotnisku.